# SpeedStep
SpeedStep is een stroombesparingstechniek voor sommige processoren van Intel, die werd geïntroduceerd op 18 januari 2000. De kloksnelheid en het processorvoltage worden automatisch verlaagd wanneer de computer licht belast wordt. Hiermee wordt energie bespaard, en neemt de warmteontwikkeling en het ventilatiegeluid af. Ook wordt hiermee de levensduur van de processor verlengd door een afname van elektromigratie.
De techniek wordt toegepast voor zowel mobiele als desktopprocessoren, en is ook wel bekend als EIST (Enhanced Intel SpeedStep Technology).
Deze technologie moet worden ondersteund door het besturingssysteem, dat de frequentie volgens de behoeften regelt. Microsoft introduceerde ondersteuning in Windows XP, en GNU/Linux biedt het in versie 2.6 van de kernel.
AMD gebruikt twee vergelijkbare technologieën in zijn processoren genaamd PowerNow! en Cool'n'Quiet.

## Ondersteunde processoren

### Mobiele processoren
- Mobile Pentium III
- Mobile Pentium 4
- Pentium M
- XScale
- Op Core gebaseerde processoren, bijv. Core 2 Duo
- Atom

### Desktopprocessoren
Vanaf Pentium 4 en Xeon-processoren werd een wachtinstructie geïntegreerd, de "Enhanced Halt State" (C1E). Hiermee wordt tijdens een rustfase de klok en werking van de CPU verminderd. De energiebesparing is aanvankelijk vrij bescheiden, aangezien de vermindering van de klok en het processorvoltage relatief laag is. Moderne desktopprocessoren verminderen de kloksnelheid in verschillende fasen.